# 青野茂行
青野 茂行（あおの しげゆき、1924年4月4日 - 2012年7月23日）は、日本の化学者。第7代金沢大学学長。従三位勲二等旭日重光章。

## 人物・経歴
千葉県銚子町（現・銚子市）生まれ。1947年東北大学理学部化学科卒業、千葉県立国府台高等学校着任。千葉県立千葉第一高等学校、千葉大学文理学部助教授、金沢大学大学院自然科学研究科長を経て、1989年学長。1993年に退任後、帰郷し船橋市に定住。1999年勲二等旭日重光章。2012年7月23日、肺炎のため死去し、叙従三位。